# 중세 암흑시대

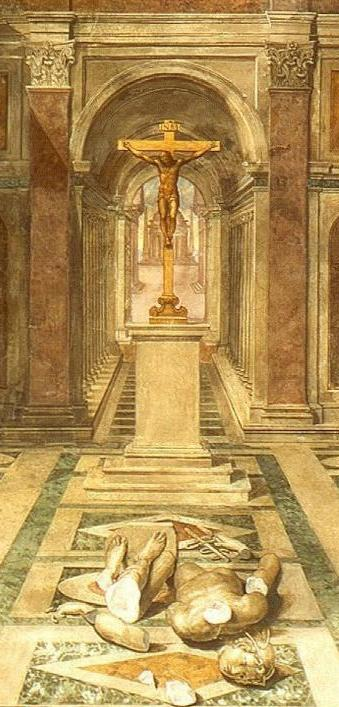

암흑시대(Dark Ages)란 서로마 제국의 멸망 이후 서유럽의 중세 초기 또는 중세 전체를 가리키는 용어로, 경제적・지적・문화적 쇠퇴를 강조하는 표현이다. 여기서 빛과 어둠이라 함은 사료가 풍부한 것을 빛, 그렇지 않은 것을 어둠이라 하는 의미이기도 하다.
"암흑시대"라는 관념은 1330년대 이탈리아의 페트라르카가 처음 고안한 것이다. 페트라르카는 로마제국이 망한 뒤의 시대는 "빛나는" 고전 고대와 대비되는 "어두운" 시대였다고 생각했다. 즉슨 암흑시대라는 관념은 중세를 로마의 멸망으로부터 르네상스 사이의 유럽을 지적인 암흑의 시대였다고 폄하하기 위한 의도가 있는 것이고, 18세기 계몽시대에 들어 이런 관념이 널리 받아들여지게 되었다.
19-20세기에 들어 중세에 대한 연구가 진척되면서 역사학자들은 "암흑시대"를 사료가 부족한 중세 초기(5세기-10세기)에 한정해서 사용하기 시작했고, 현대에 들어서는 중세를 가리켜 암흑시대라는 용어 자체를 거의 사용하지 않게 되었다. 현대의 역사학자 대다수는 암흑시대라는 표현에 내재한 편견이 오도와 불확실성을 야기하므로 그 용어의 사용을 피해야 한다는 데 동의한다. 그러나 페트라르카가 처음 사용하기 시작한 경멸적 의도는 여전히 남아 있고, 특히 중세를 폭력과 퇴행의 시대로 오해하는 대중문화의 차원에서 "암흑시대"라는 표현은 계속 사용되고 있다.